# 西長堀アパート

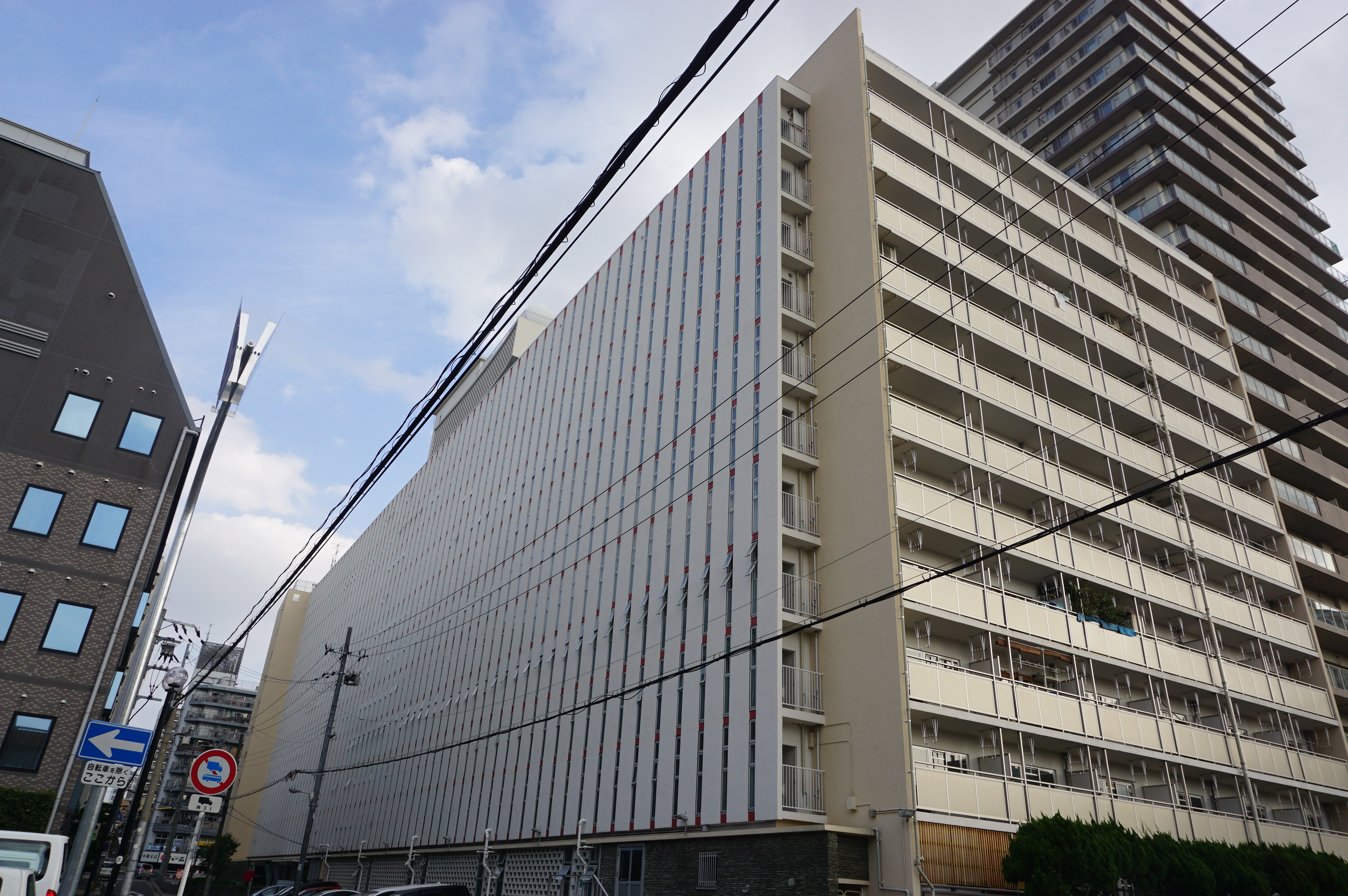
西長堀アパート

西長堀アパート（にしながほりアパート）は、大阪府大阪市西区に立地する、日本住宅公団（現・都市再生機構）の造成した公団住宅である。

## 概要
東京都に造成された晴海団地に存在した晴海団地高層アパートと並び、日本住宅公団による都市型高層住宅の第1号 である。日本住宅公団は、当時、将来的に住宅の高層化が必要とされると考え、これから建設が進むであろう高層住宅の試金石として、晴海団地高層アパートとともにこの西長堀アパートを建設した。
外壁には無数の小窓が整然と並び、オフィスビルを思わせる外観となっている。初期の家賃は2DKで16,500円であり、当時の大卒初任給の1.4倍であった。この住宅には著名人の居住も多く、作家の司馬遼太郎や女優の森光子、当時プロ野球選手だった野村克也 や作詞家の石濱恒夫などが居住していた。
耐震性に問題があるとして2005年頃から新規入居が停止されたが、耐震補強を含む大規模なリノベーションを行い、2016年に新規入居募集を再開した。
生きた建築ミュージアム・大阪セレクションに選定された。

## 基本データ
- 竣工 - 1958年（昭和33年）
- 構成 - 1棟のみで構成（市街地住宅）、11階建て、全263戸（内50戸は単身住宅）
- 所在 - 大阪府大阪市西区北堀江4

## 交通
- 最寄り駅：西長堀駅（地下鉄千日前線・長堀鶴見緑地線）